# Wolfgang Nastali
Wolfgang Nastali (* 29. April 1951 in Mainz; † 13. Juni 2017 in Wiesbaden) war ein deutscher Schriftsteller in den Bereichen Belletristik und Sachbuch.

## Leben und Arbeit
Wolfgang Nastali war Diplom-Soziologe und lebte im Wiesbadener Ortsbezirk Mainz-Kastel, später in Mainz-Kostheim. Er war Mitglied der „Mainzer Autorengruppe“ und veröffentlicht Prosa, Lyrik und essayistische sowie philosophische Texte. Nastali war Spezialist für das Werk von Joseph Anton Schneiderfranken, mit dem er sich philosophisch und historisch auseinandersetzte. Er war zudem ein Experte für das Denken des russischen Philosophen Nikolai Alexandrowitsch Berdjajew.

## Werke
- Die Trauer der Dolmetscher. S. Michael 1980.
- Heraklit auf einer Brücke. Frankfurt am Main 1997, ISBN 978-3-86137-606-4
- Lichtlippen des Schattenmundes. Aachen 1998, ISBN 978-3-89514-161-4
- Ursein, Urlicht, Urwort. Die Überlieferung der religiösen „Urquelle“ nach Joseph Schneiderfranken Bô Yin Râ. Münster 1999, ISBN 978-3-8258-4406-6
- Prabitie - prasvetlina – praslovo. Sofija 2003, ISBN 978-954-8909-40-2